# Escudo de la Universidad de Cambridge
El escudo de la Universidad de Cambridge (University of Cambridge), situada en la ciudad inglesa de la que ha tomado el nombre, posee el siguiente blasonamiento: De gules, una cruz de armiños cargada de la Biblia, cerrada y puesta en faja, de gules, adornada y abrochada de oro; la cruz cantonada de cuatro leones leopardados de oro. En términos legos la descripción de este escudo sería:

Sobre un fondo rojo, una cruz de piel de armiño entre cuatro leones de oro caminando con una pierna levantada y mirando al observador. Todos los leones están colocados mirando hacia el borde izquierdo de la página o soporte sobre el que aparezcan reproducidas estas armas (que equivale a encontrarse orientados hacia la derecha, heráldicamente hablando). En el centro de la cruz figura un libro cerrado con su columna horizontal y con broches y decoración, los broches apuntando hacia abajo.
Equipo de Comunicación de la Universidad de Cambridge

Estas armas fueron concedidas en 1573 durante la inspección que realizó por condado de Cambridge el entonces rey de armas Clarenceaux, Robert Cookeque, un antiguo alumno del Saint John's College. Los leones, que fueron adoptados de las armas reales inglesas, representan el patrocinio de la universidad por parte de la Corona. El armiño representa la dignidad de la institución. La Biblia, colocada en el centro de la cruz, representa tanto el conocimiento como la fe cristiana. La presencia del lema de esta universidad no ha sido permanente y obligatoria en los adornos exteriores de estas armas a pesar de ser una práctica habitual en la heráldica británica. El lema de la Universidad de Cambridge: "Hinc lucem et pocula sacra" que en latín significa "De aquí, la luz y las copas sagradas", se adoptó de un antiguo emblema utilizado por su famosa editorial. En este el motivo central era la figura de la «madre nutricia» Alma mater, sosteniendo el sol con su mano derecha y una copa para recoger pequeñas gotas enviadas desde el cielo con la izquierda. El sol representa el conocimiento y la copa el sustento espiritual. A pesar de no figurar en su escudo de armas, el lema de la Universidad de Cambridge es muy conocido y difundido.